# Победници светских првенстава у атлетици у дворани — бацање кугле
Победници светских првенстава у дворани у дисциплини бацање кугле за мушкарце, која је у програму светских првенстава од Светских игaра у дворани 1985 и првог Светског првенства у Индијанополису 1987. приказани су у следећој табели са резултатима победника и билансом медаља. Резултати су приказани у метрима.

## Освајачи медаља на СП у двoрани - бацање кугле за мушкарце
| Светско првенство          |                                 | Резултат  |                             | Резултат |                                  | Резултат |
| Париз 1985. детаљи         | Ремигијус Махура · Чехословачка | 21,22 РСП | Удо Бејер · Источна Немачка | 21,10    | Јанис Бојарс · Совјетски Савез   | 19,94    |
| Индијанополис 1987. детаљи | Улф Тимерман · Источна Немачка  | 22,24 РСП | Вернер Гинтер · Швајцарска  | 21,61    | Сергеј Смирнов · Совјетски Савез | 20,67    |
| Будимпешта 1989. детаљи    | Улф Тимерман · Источна Немачка  | 21,75     | Ренди Барнс · САД           | 21,28    | Георг Андерсен · Норвешка        | 20,98    |
| Севиља 1991. детаљи        | Вернер Гинтер · Швајцарска      | 21,17     | Клаус Боденмилер · Аустрија | 20,42    | Рон Бејкс · САД                  | 20,06    |
| Торонто 1993. детаљи       | Мајк Штулс · САД                | 21,27     | Џим Деринг · САД            | 21,08    | Александар Багач · Украјина      | 20,83    |
| Барселона 1995. детаљи     | Мика Халвари · Финска           | 20,74     | Си Џеј Хантер · САД         | 20,58    | Драган Перић · СР Југославија    | 20,36    |
| Париз 1997. детаљи         | Јури Билонох · Украјина         | 21,02     | Александар Багач · Украјина | 20,94    | Џон Година · САД                 | 20,87    |
| Маебаши 1999. детаљи       | Александар Багач · Украјина     | 21,41     | Џон Година · САД            | 21,06    | Јури Билонох · Украјина          | 20,89    |
| Лисабон 2001. детаљи       | Џон Година · САД                | 20,82     | Адам Нелсон · САД           | 20,72    | Мануел Мартинез · Шпанија        | 20,67    |
| Бирмингем 2003. детаљи     | Мануел Мартинез · Шпанија       | 21,24     | Џон Година · САД            | 21,23    | Јури Билонох · Украјина          | 21,13    |
| Будимпешта 2004. детаљи    | Кристијан Кантвел · САД         | 21,49     | Риз Хофа · САД              | 21,07    | Јоахим Олсен · Данска            | 20,99    |
| Москва 2006. детаљи        | Риз Хофа · САД                  | 22,11     | Јоахим Олсен · Данска       | 21,16    | Павел Софин · Русија             | 20,68    |
| Валенсија 2008. детаљи     | Кристијан Кантвел · САД         | 21,77     | Риз Хофа · САД              | 21,20    | Томаш Мајевски · Пољска          | 20,93    |
| Доха 2010. детаљи          | Кристијан Кантвел · САД         | 21,83     | Ралф Бартелс · Немачка      | 21,44    | Дилан Армстронг · Канада         | 21,39    |
| Истанбул 2012. детаљи      | Рајан Витинг · САД              | 22,00     | Давид Шторл · Немачка       | 21,88    | Томаш Мајевски · Пољска          | 21,72    |
| Сопот 2014. детаљи         | Рајан Витинг · САД              | 22,05     | Давид Шторл · Немачка       | 21,79    | Томас Волш · Нови Зеланд         | 21,26    |
| Портланд 2016. детаљи      | Томас Волш · Нови Зеланд        | 21,78     | Андреј Гаг · Румунија       | 20,89    | Филип Михаљевић · Хрватска       | 20,87    |
| Бирмингем 2018. детаљи     | Томас Волш · Нови Зеланд        | 22,31 РСП | Давид Шторл · Немачка       | 21,44    | Томаш Стањек · Чешка             | 21,44    |
| Београд 2022. детаљи       | Тијаго Браз · Бразил            | 22,53 РСП | Рајан Краузер · САД         | 22,44    | Томас Волш · Нови Зеланд         | 22,31    |
| Глазгов 2024. детаљи       | Рајан Краузер · САД             | 22,77 РСП | Томас Волш · Нови Зеланд    | 22,07    | Леонардо Фабри · Италија         | 21,96    |
| Нанкинг 2025. детаљи       | Томас Волш · Нови Зеланд        | 21,65     | Роџер Стин · САД            | 21,62    | Адриан Пипери · САД              | 21,48    |
| Торуњ 2026                 |                                 |           |                             |          |                                  |          |